# Sophie zu Löwenstein-Wertheim-Rosenberg

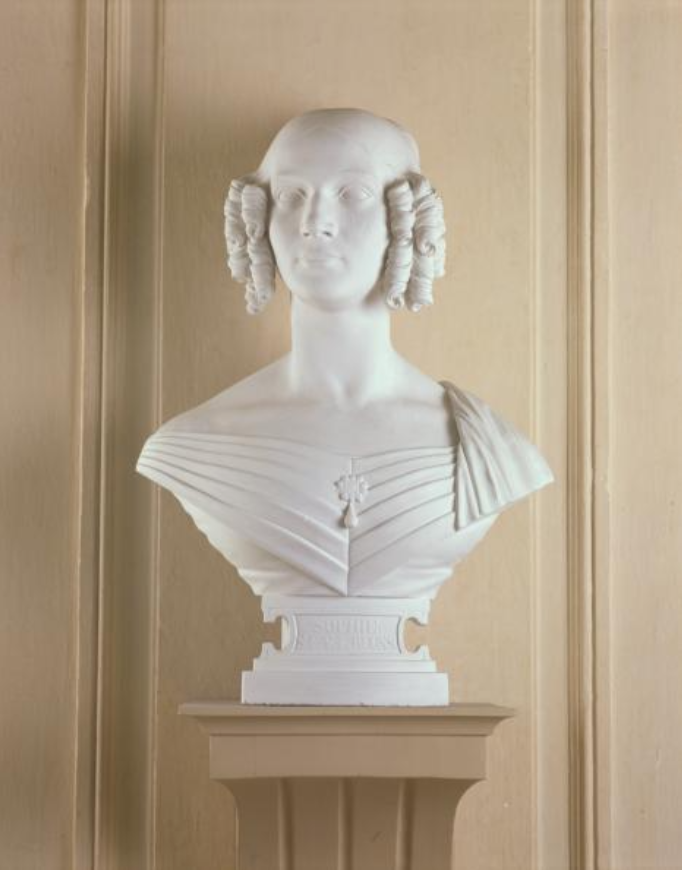

Sophie Maria Theresia zu Löwenstein-Wertheim-Rosenberg (* 18. September 1809 in Prag; † 21. Juli 1838 in Bubeneč) war eine deutsche Prinzessin und durch die Ehe mit dem Fürsten Heinrich XX. regierende Fürstin des Fürstentums Reuß älterer Linie (historisch auch: Reuß-Greiz; französisch: Princesse Sophie-Marie-Thérèse de Reuss-Greiz, née Princesse de Lœwenstein-Wertheim-Rosenberg).

## Leben
Sophie war die dritte Tochter des Fürsten Karl Thomas zu Löwenstein-Wertheim-Rosenberg und seiner Ehefrau Sophie Luise Wilhelmine Gräfin zu Windisch-Grätz (1784–1848). Da das Fürstenhaus Löwenstein-Rosenberg mit Residenz im Schloss zu Kleinheubach katholischer Konfession war, gehörte Sophie zumindest bis zu ihrer Hochzeit dieser Konfession an. Erbprinz Konstantin zu Löwenstein-Wertheim-Rosenberg war ihr Bruder, Fürst Konstantin zu Löwenstein-Wertheim-Rosenberg war ihr Onkel und Schwager.

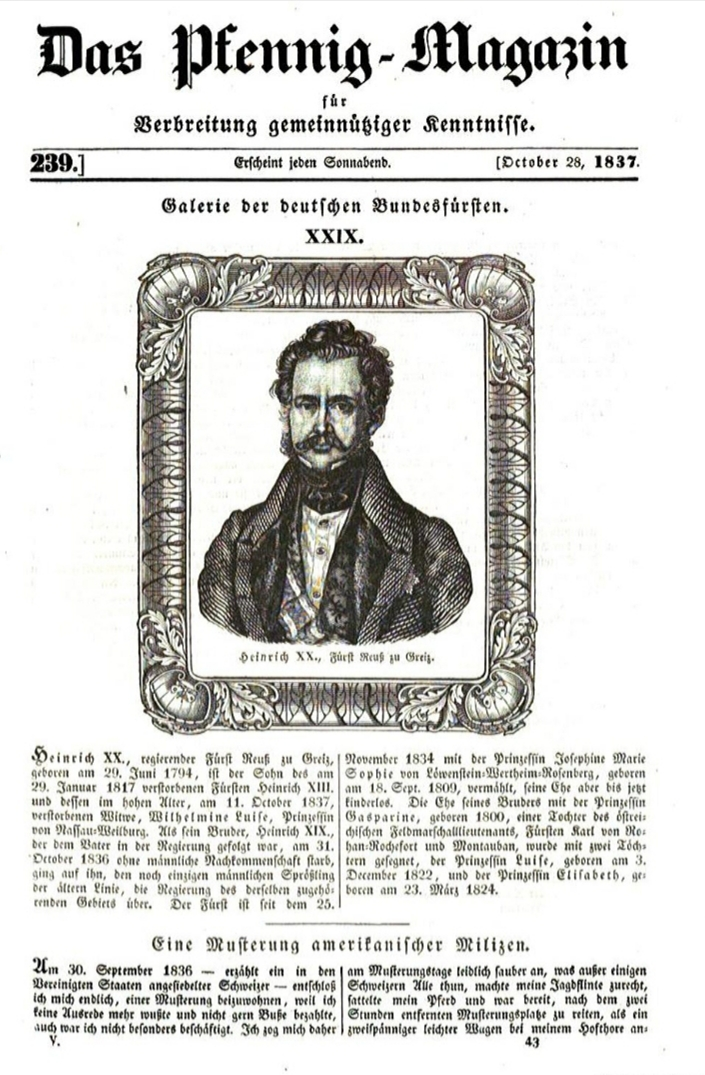
Galerie der deutschen Bundesfürsten XXIX: Vorstellung von Heinrich XX., älterer Linie souveräner Fürst Reuß, Graf und Herr von Plauen etc., und seiner Gattin Sophie geb. Prinzessin zu Löwenstein-Wertheim-Rosenberg, in: Das Pfennig-Magazin der Gesellschaft zur Verbreitung gemeinnütziger Kenntnisse, Band 5, Leipzig (F. A. Brockhaus) 1837

Die Hochzeit mit Heinrich XX. Reuß zu Greiz fand am 25. November 1834 auf dem löwensteinischen Schloss Haid statt. Da die Heirat auch lehen- und besitzrechtliche Angelegenheiten berührte, wurden entsprechende Dokumente angefertigt, welche heute im Landesarchiv Baden-Württemberg, Staatsarchiv Wertheim, zu finden sind. Ebenfalls dort befindet sich Korrespondenz zwischen Sophie und ihrem Ehemann Heinrich XX. an ihren Bruder bzw. seinen Schwager, Erbprinz Konstantin zu Löwenstein-Wertheim-Rosenberg.
Nach dem Tod ihres Schwagers Heinrich XIX. Reuß zu Greiz im Jahr 1836 stellten Sophie und ihr Ehemann als das regierende Fürstenpaar die Spitze des lutherischen Fürstenhauses von Reuß-Greiz dar. Neben ihnen gab es nur die verwitwete Schwägerin und deren zwei Töchter sowie zunächst auch noch die Mutter des Fürsten, die verwitwete Fürstin Luise, geb. Prinzessin zu Nassau-Weilburg, die am 11. Oktober 1837 verstarb.
Die Ehe blieb, vermutlich aufgrund des frühen Todes Sophies, kinderlos. Das war nicht nur ein Fakt privater Natur, sondern war in der Bedeutung auch von staatsrechtlicher Tragweite, die noch zu Sophies Lebzeiten offen thematisiert wurde, denn wenn der Fürst als der letzte männliche Vertreter seiner Stammlinie ohne Stammhalter geblieben wäre, wäre das souveräne Fürstentum gemäß geltender Erbverträge unter den weiteren Linien Schleiz und Ebersdorf des Gesamthauses Reuß aufgeteilt worden.
Fürstin Sophie, die als eine Wohltäterin der Armen galt, starb „nach jahrelangem Leiden“ an einem Nervenschlag. Bestattet wurde sie 1838 in Greiz, Thüringen. 
Ihr zu Ehren ließ ihr Ehemann an ihrem einstigen Lieblingsplatz, der einen guten Ausblick auf die Stadt bietet, ein großes weißes Kreuz errichten. Dieses 12 Meter hohe Sophienkreuz wurde im Jahr ihres Todes bei Greiz auf dem Hirschstein errichtet. Eine Gedenktafel am Kreuz trug ursprünglich die Inschrift: „Heinrich XX. setzte seiner innig geliebten Ihm unvergesslichen Gemahlin Sophie dieses Kreuz 1838.“
Fürstin Sophies Testament ist im Landesarchiv Thüringen – Staatsarchiv Greiz – hinterlegt.
Im Sommerpalais (Greiz) befindet sich eine zeitgenössische Porträtbüste der Fürstin, die zur Sammlung Stiftung Thüringer Schlösser und Gärten gehört.